# Алтер-ду-Шан (район)
Алтер-ду-Шан (порт. Alter do Chão) — район (фрегезия) в Португалии, входит в округ Порталегре. Является составной частью муниципалитета Алтер-ду-Шан. По старому административному делению входил в провинцию Алту-Алентежу. Входит в экономико-статистический субрегион Алту-Алентежу, который входит в Алентежу. Население составляет 2556 человек на 2001 год. Занимает площадь 140,67 км².